# ادگارد (لوئیزیانا)
ادگارد (به انگلیسی: Edgard) شهری در ایالت لوئیزیانا کشور ایالات متحده آمریکا است که جمعیت آن در سرشماری سال ۲۰۱۰ میلادی، ۲٬۴۴۱ نفر بوده‌است.